# 백종섭
백종섭(白種燮, 1980년 7월 5일~)은 대한민국의 권투 선수이다.

## 생애
충청남도 홍성군 출신이며 충남체고와 대전대학교를 졸업했다.
2002년 부산에서 열린 2002년 아시안 게임 라이트급에서 은메달을 획득했다. 2004년에는 아테네에서 열린 2004년 하계 올림픽에 참가했으며 3차전에서 영국의 아미르 칸에게 패했다.
2008년 베이징에서 열린 2008년 하계 올림픽에 참가했으나 시합 도중 기관지 파열을 부상을 입어 8강전을 앞두고 기권했다.

## 수상
- 체육포장(2013년)